# 건심 축구단
건심 축구단(健心蹴球團)은 일제강점기 조선 평안남도 평양부에 있었던 축구 선수단이다.

## 시즌별 성적
| 시즌 | 대회                                       | 참가 | 경기 | 승 | 무 | 패 | 득 | 실 | 차 | 승점 | 순위 |
| ---- | ------------------------------------------ | ---- | ---- | -- | -- | -- | -- | -- | -- | ---- | ---- |
| 1922 | 평양기독교청년회 전국전조선축구대회 사회부 | 11   | 1    | 0  | 0  | 1  |    |    |    |      | 11강 |
| 1923 | 평양기독교청년회 전국전조선축구대회 청년부 | 9    | 1    | 0  | 0  | 1  |    |    |    |      | 8강  |

## 참고 문헌
- “KFA 통합경기정보 시스템”. 대한축구협회.
- 《대한체육회 50년》. 대한체육회. 1970. 2020년 11월 8일에 원본 문서에서 보존된 문서. 2022년 11월 5일에 확인함.
- 《대한체육회 70년사》. 대한체육회. 1990. 2020년 11월 8일에 원본 문서에서 보존된 문서. 2022년 11월 5일에 확인함.
- 《대한체육회 90년사》. 대한체육회. 2011. 2020년 11월 8일에 원본 문서에서 보존된 문서. 2022년 11월 5일에 확인함.
- 대한체육회 100주년 기념사업부 (2020). 《대한민국 체육 100년》. 대한체육회.
- 대한축구협회 (1986). 《한국축구백년사》. 라사라.